# 11/11/11
Série
12/12/12
(2012)
Pour plus de détails, voir Fiche technique et Distribution.
11/11/11 est un film d'horreur américain réalisé par Keith Allan, sorti en 2011, avec Jon Briddell, Erin Coker et Hayden Byerly. C’est l’équivalent « mockbuster » par The Asylum du film 11-11-11 de Darren Lynn Bousman.

## Synopsis
Jack et Melissa Vales deviennent de plus en plus effrayés lorsque leur jeune fils, Nathan, exprime un comportement violent et bizarre. Ce que le couple apprend bientôt, c’est que l’Apocalypse aura lieu au prochain anniversaire de leur fils, le 11 novembre, et Nathan en est la porte d’entrée.

## Distribution
Sauf indication contraire ou complémentaire, les informations mentionnées dans cette section peuvent être confirmées par les bases de données Allociné et IMDb.
- Jon Briddell : Jack Vales
- Erin Coker : Melissa Vales
- Hayden Byerly : Nathan 'Nat' Vales
- Tracy J. Pulliam : Janice Karpinsky
- Madonna Magee : Annie
- David Bertolami : Chris Demms
- Rebecca Sigl : Sarah Blight
- Kiff Scholl : Brian Miles
- Aurelia Scheppers : Denise
- Kari Nissena : Sofie
- Scott McKinley : Dr. James Bolger
- Lauren Dobbins Webb : Rhonda
- Nicholas S. Williams : Mick
- Melissa Wintringham : Marie
- Raymond Gaston : Kahlid Othman
- Catherine Lidstone : Miranda Bolger